# Bagdá
Bagdá (português brasileiro) ou Bagdade (português europeu) ou Baguedade ou Bagdad (em árabe: بغداد; romaniz.: Baġdād, AFI: /bɐʁˈd̪ɑːd̪/; em curdo: بەغدا; romaniz.: Bexda) é a capital do Iraque e da província homônima. Com uma população de 8 milhões de habitantes, é a maior cidade do país. A sua área metropolitana conta com cerca de 9 milhões de habitantes. Bagdá também é a segunda maior cidade do Sudoeste Asiático, depois de Teerã. Situa-se no centro do país, às margens do rio Tigre, e sua história remonta pelo menos ao século VIII, com possíveis origens pré-islâmicas. Antigo centro do mundo islâmico, Bagdá atualmente está no centro de conflitos violentos, desde 2003, devido à Guerra do Iraque.

## Origem do nome
Embora não se dispute a sua origem iraniana, existem diversas propostas sobre qual seria a sua etimologia. Uma das mais amplamente aceitas dentre elas é a de que o nome seria um composto linguístico do persa médio, de Bag, "deus", e dād, "dado", que pode ser traduzido por "dado-por-Deus" ou "presente de Deus", a exemplo do persa moderno Baɣdād. O nome é pré-islâmico, e suas origens não são conhecidas, mas seguramente remontam aos antigos povoados da região, que não tinham poder comercial ou político. O místico sufi Mansur al-Hallaj chamou a cidade de Madinat as-Salam, ou "Cidade da Paz", como referência ao paraíso; este foi por vezes o nome oficial da cidade, em impressões oficiais como moedas.

## História

### Fundação e tempos antigos
Em 30 de julho de 762 o califa abássida Almançor fundou a cidade. Almançor acreditava que Bagdá era a cidade perfeita para ser a capital do império islâmico sob o domínio dos abássidas. Almançor amava tanto o local escolhido que foi citado como tendo dito: "Esta é de fato a cidade que eu devo fundar, onde devo viver, e onde meus descendentes reinarão doravante". O crescimento da cidade foi auxiliado por sua localização, que lhe propiciou o controle sobre rotas estratégicas e comerciais (ao longo do Tigre até o mar, e de leste-oeste, do Oriente Médio até o resto da Ásia. Feiras mensais também eram realizadas na região onde a cidade foi fundada. Outra razão porque Bagdá era uma excelente localização devia-se à abundância de água e seu clima seco. A água existe tanto nos lados norte e sul dos portões da cidade, permitindo a todos os domicílios da Bagdá antiga um fornecimento abundante, algo extremamente incomum na época. Bagdá alcançou seu período de maior prosperidade durante o reinado do califa Harune Arraxide, no início do século IX.

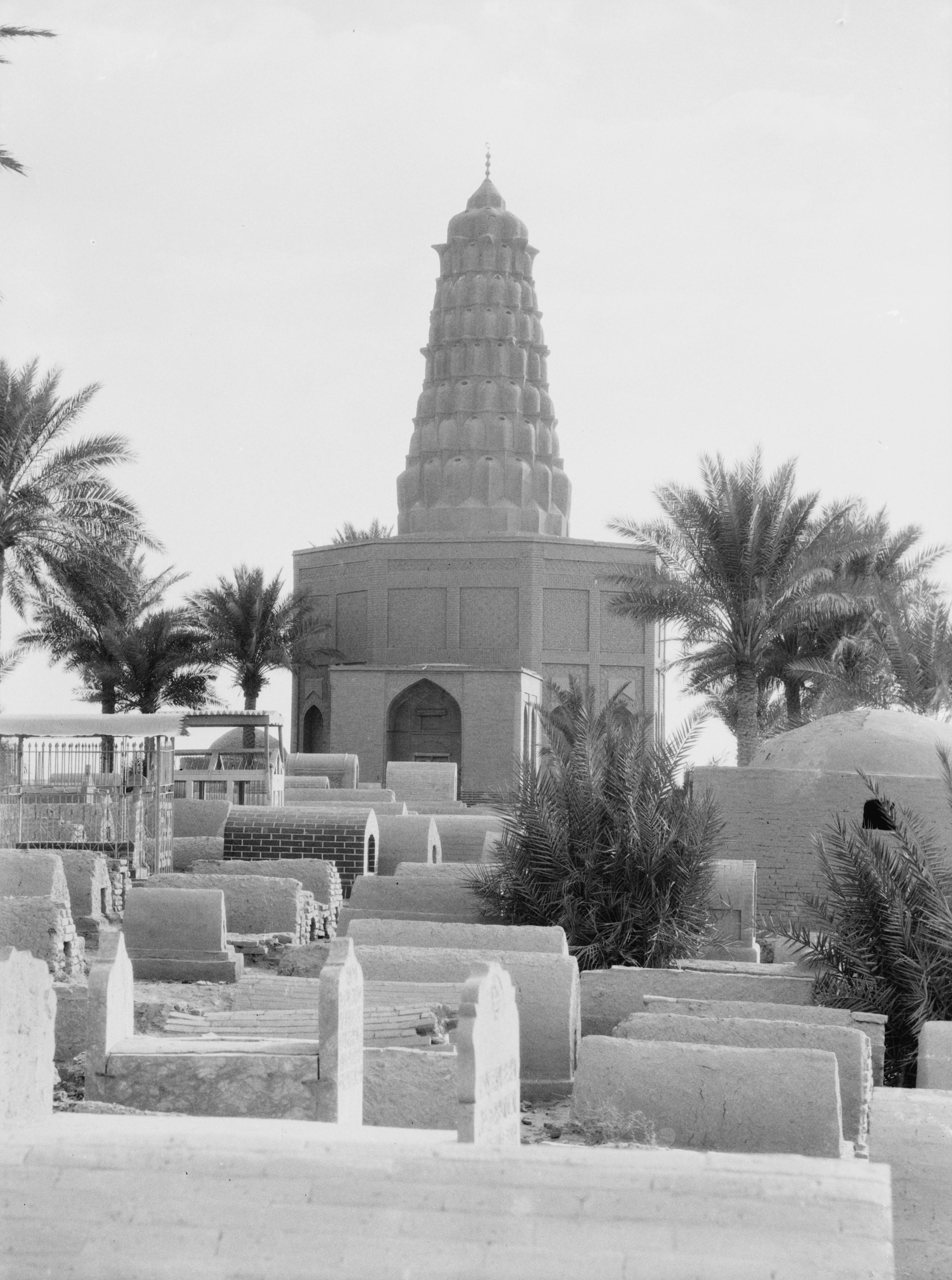
Tumba de Zumurrud Khaton, em Bagdá, 1932

Bagdá acabou por eclipsar Ctesifonte, capital do Império Sassânida, que se localizava a 30 quilômetros a sudeste, e estava sob controle muçulmano desde 637 - e tornou-se rapidamente deserta após a fundação de Bagdá. O sítio da antiga Babilônia, que estava deserto desde o século II a.C., localiza-se 90 quilômetros ao sul de Bagdá.
Em seus primeiros anos a cidade era conhecida por lembrar deliberadamente uma expressão do Corão, referindo-se ao Paraíso. Quatro anos antes a fundação de Bagdá, em 758, Mansur reuniu engenheiros, projetistas e artistas de todo o mundo para desenhar a futura cidade. Mais de 100 000 trabalhadores estudaram os projetos, e muitos receberam salários para começar a construir a grandiosa cidade. A estrutura da cidade em si era composta por dois grandes semicírculos com cerca de 19 km de diâmetro. Julho foi o mês escolhido para o início das obras, pois dois astrônomos, Naubakht Ahvaz e Mashallah,os quais acreditavam que a cidade deveria ser construída sob o signo de Leão. O signo é significativo por ser o elemento relacionado ao fogo, e simbolizar a produtividade, o orgulho e a expansão. Os tijolos utilizados na construção da cidade tinham 18 polegadas em cada um de seus lados; Abu Hanifa, o responsável pela contagem dos tijolos, desenvolveu um canal que trazia água aos canteiros de obra e que podia ser usada tanto para o consumo humano quanto para a manufatura dos tijolos. Por toda a cidade mármore era usado para fazer os edifícios, e degraus de mármore levavam às margens do rio. Dentro da cidade existiam diversos parques, jardins, vilas e belas esplanadas que davam à cidade um acabamento elegante e de classe.
A cidade foi projetada como um círculo com 2 km de diâmetro, o que fez com que ficasse conhecida como a "Cidade Redonda". O projeto original mostrava um anel de estruturas residenciais e comerciais ao longo do interior das muralhas da cidade, porém a construção final adicionou outro anel defensivo dentro do primeiro. No centro da cidade localizava-se a mesquita principal, bem como o quartel-general dos guardas locais. O propósito ou utilização do espaço restante no centro ainda é desconhecido. O projeto circular da cidade é um reflexo direto do projeto urbanístico tradicional árabe; a antiga cidade sassânida de Gur é praticamente idêntica em seu projeto circular geral, de onde irradiam avenidas, e no qual os edifícios governamentais e templos localizam-se no centro da cidade.
Os quatro muros circundantes de Bagdá foram chamados de Cufa, Baçorá, Coração e Damasco, tendo recebido tais nomes por seus portões apontarem nas direções destes destinos. A distância entre estes portões era um pouco menos do que 2,4 km. Cada portão tinha portas duplas que eram feitas de ferro; as portas eram tão pesadas que eram necessários vários homens para abrir e fechá-las. O próprio muro tinha aproximadamente 44 m de espessura na base e cerca de 12 m de espessura na parte superior. Além disso, o muro tinha 30 m de altura, que incluía merlões, uma parte sólida de um parapeito preparado para o combate geralmente perfurado por frestas. Este muro era cercado por um outro muro com uma espessura de 50 m. O segundo muro tinha torres e merlões arredondados que cercavam as torres. Este muro externo estava protegido por sólidos taludes, que eram feitos de tijolos e cal. Por fora do muro externo havia um fosso cheio de água.
No centro de Bagdá, na praça central, estava o Palácio do Portão Dourado. O palácio era a residência do califa e sua família. Na parte central da edificação havia uma cúpula verde, que tinha 39 m de altura. Cercando o palácio havia um calçadão, edificado ao lado da água, no qual apenas o califa podia cavalgar. Além disso, o palácio era perto de outras mansões e residências oficiais. Próximo ao portão da Síria, uma construção servia como residência para os guardas. Era feita de tijolos e mármore. O governador do palácio vivia na última parte do edifício e o comandante dos guardas na frente. Em 813, após a morte do califa Alamim, o palácio deixou de ser utilizado como casa para o califa e sua família. A influência para seu estilo veio da arquitetura árabe. Os dois designers que foram contratados por Almançor para planejar o desenvolvimento da cidade foram Naubakht, um zoroastrista, que também determinou que a data da fundação da cidade seria astrologicamente auspiciosa, e Mashallah, um judeu de Coração, Irã.
O rápido crescimento populacional motivou o deslocamento da capital para Samarra, a que se se seguiu a perda das províncias ocidentais e orientais com o final do centralismo abássida, a "tutela" dos buídas e, depois, o domínio dos seljúcidas (1055-1135).
A cidade afirmou-se como um dos principais centros culturais e comerciais do mundo islâmico até 10 de fevereiro de 1258, quando foi conquistada pelos mongóis liderados por Hulagu, neto de Gengis Cã. Foi destruída, sendo massacradas 800 000 pessoas, e saqueada. Seguiu-se uma época de disputa durante séculos entre turcos e persas. Em 1401, Bagdá foi novamente saqueada, desta vez pelas tropas de Tamerlão. Em 1534, foi conquistada pelos otomanos, e cai num período de declino.
Em 1638 tornou-se foi anexada pelo Império Otomano. Entre abril de 1853 e maio de 1863, foi local de exílio de Bahá'u'lláh, o fundador da Fé Bahá'í. Foi ocupada pelo exército britânico em 1917.

### Protectorado britânico
Conforme os acordos secretos de Sykes-Picot entre o britânico sir Mark Sykes e o francês Georges Picot, a França ficou com a tutela da Síria e a Grã-Bretanha a do Iraque. Em 26 de março de 1917 um corpo expedicionário britânico entrou em Bagdá, capital da Mesopotâmia e atacou os turcos otomanos. Pelos acordos de San Remo assinados em 1920, a Grã-Bretanha recebeu um mandato por parte da Sociedade das Nações para administrar o país. Em 1921, Bagdá foi declarada capital do novo reino do Iraque, que em 1958 seria transformado em república.

### Após a independência iraquiana
Em 1920 tornou-se a capital do reino do Iraque. Em 1958 o exército iraquiano depôs o monarca Faiçal II, formando um governo do qual surgiria Saddam Hussein. Durante a década de 1970 Bagdá viveu um período de prosperidade e crescimento motivado por um forte aumento do preço do petróleo. Foram feitas infraestruturas modernas incluindo redes para abastecimento de água e electricidade, e alcatroadas ruas.
Porém a Guerra Irã-Iraque de 1980-1988 foi um momento difícil para a cidade, pois o Irã pôs em marcha uma série de ataques com mísseis contra Bagdá. A cidade sofreu bombardeamentos na Guerra do Golfo em 1991 e durante a invasão e ocupação do Iraque pelos Estados Unidos e países aliados em 2003.
Com a deposição do regime de Saddam Hussein, a cidade foi ocupada por tropas estado-unidenses. A Autoridade Provisória da Coalizão cedeu o poder ao governo provisório no final de junho de 2004 e, posteriormente, foi dissolvida.

## Geografia e clima

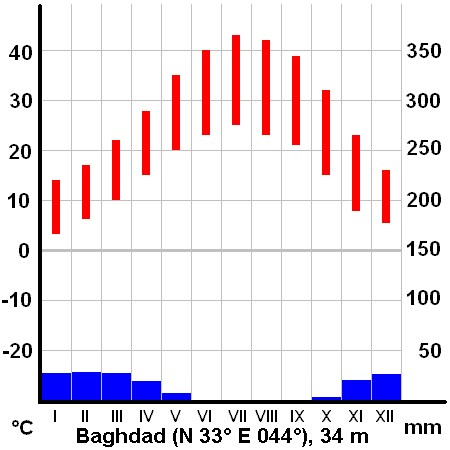
Diagrama climático de Bagdá

A cidade está situada numa vasta planície dividida pelo rio Tigre, que também divide Bagdá em duas partes: a metade oriental, conhecida como "Rusafa", e a metade ocidental, a "Karkh". O terreno onde fica a cidade é plano e de pouca altitude, produto de um aluvião original devido às longas e periódicas inundações provocadas pelo rio.
Bagdá tem um clima muito quente e árido (BWh, segundo a tabela de Köppen), sendo uma das cidades mais quentes do mundo. Durante o verão, de junho a agosto, a temperatura média é de 32 °C e é acompanhada de um sol abrasador. A chuva é praticamente inexistente na zona durante o verão. Durante o dia, os termómetros podem disparar até aos 50 °C à sombra e só à noite baixam até aos 24 °C. A umidade é também muito baixa pois a cidade está a grande distância do Golfo Pérsico, o que ajuda a que se formem as comuns tempestades de areia estivais com origem no deserto.
Durante o inverno, de dezembro a fevereiro, as temperaturas suavizam. As máximas oscilam entre os 15 e 16 °C e as mínimas andam pelos 4 °C, embora não seja raro Bagdá experimentar temperaturas abaixo dos 0 °C. A presença do rio Tigre atenua o efeito de continentalidade.
A chuva anual limita-se ao período que vai de novembro a março, sendo as médias de cerca de 140 mm com registos máximos de 575 e mínimos de 23 mm. Em 11 de janeiro de 2008 houve um facto insólito em Bagdá, quando a cidade acordou coberta de uma fina capa de neve, a primeira em mais de 100 anos.

## Cultura e sociedade

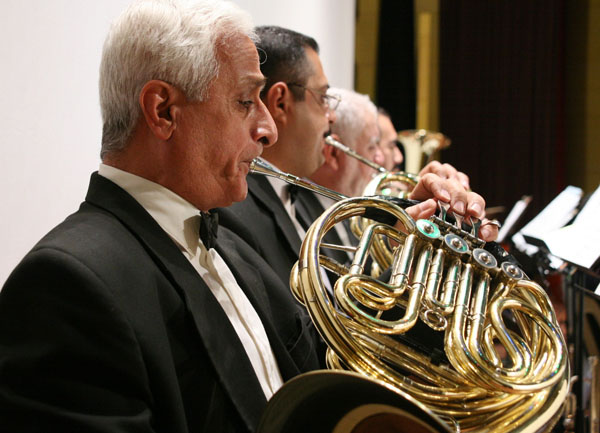
A Orquestra Nacional do Iraque, fundada oficialmente em 1959, realizando um concerto no Iraque em julho de 2007

A capital do Iraque sempre desempenhou um papel importante na vida cultural árabe e tem sido o lar de escritores, músicos e artistas de todas as áreas.

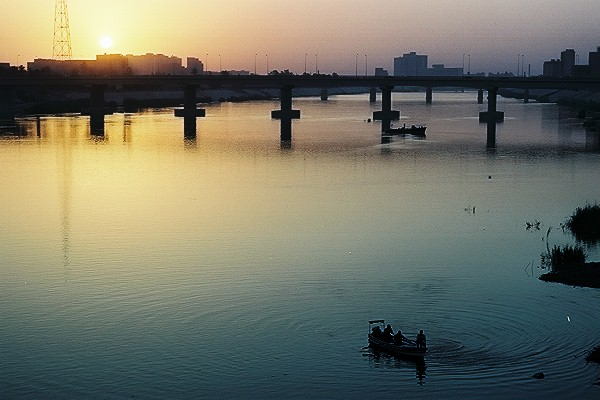
Bagdad, capital sobre o rio Tigre

A Madrassa Mustansiriya, construída pelo penúltimo califa abássida Al-Mustansir bi-llah em Bagdá é considerada como uma das mais antigas universidade árabo-islâmicas onde se ensinavam as ciências do Corão segundo a tradição de Maomé, as doutrinas islâmicas, as ciências da língua árabe, a matemáticas, os preceitos do Islão e as diversas disciplinas da medicina. A cidade tornou-se rapidamente o primeiro centro cultural mundial, acolhendo mais de um milhão de habitantes. Em meados do século IX) foi criada a Casa da Sabedoria, onde se fazia a tradução das obras dos grandes filósofos gregos e pessoas vindas da Europa e da Ásia vinham para se especializar em medicina, física, astronomia, meteorologia, matemática e todos os outros domínios.
O dialeto árabe falado em Bagdá hoje difere de outros grandes centros urbanos no Iraque, tendo características mais próprias de dialetos nômades árabes (verseegh, a língua árabe). É possível que isto tenha sido causado pelo repovoamento da cidade com os moradores rurais após os sacos múltiplos do final da Idade Média.

### Monumentos e lugares de interesse turístico
Alguns pontos de interesse são o Museu Nacional do Iraque, cuja valiosa coleção de artefactos foi saqueada durante a invasão de 2003, e os arcos denominados Mãos da Vitória. Vários partidos iraquianos debateram acerca de se se deverá continuar a ter os arcos como monumentos históricos ou se deverão ser desmantelados. Milhares de manuscritos antigos da Biblioteca Nacional e Arquivo do Iraque foram destruídos quando o edifício se incendiou durante a invasão de 2003. O Santuário Al Kadhimain, no noroeste de Bagdá (em Kadhimiya), é um dos mais importantes lugares religiosos xiitas do Iraque. Foi terminado em 1515 e o sétimo (Musa ibn Jafar al-Kathim) e nono imãs (Mohammad al-Jawad) foram aí enterrados. Um dos edifícios mais antigos é o Palácio Abássida, que faz parte da área histórica central e se encontra perto de outros edifícios de importância histórica como o Edifício Saray e a Escola Al-Mustansiriyah (do período abássida). Há outros lugares de interesse em Bagdá, cada um deles representante de uma era histórica:
- Torre de Bagdá (hoje é a torre do Centro de Telecomunicações Ma'amoon) - era o ponto mais alto da cidade, e de onde se via toda a cidade. A construção da torre marca o período da pós-guerra do Golfo, de 1991, com os esforços de reconstrução da cidade.
- A ponte de dois níveis em Jadriyah (Ŷisr Abul Tabqain). Embora os planos de construção desta ponte sejam anteriores o governo de Saddam Hussein, a ponte não chegou a construir-se. Como parte dos recentes esforços de reconstrução, foi-o finalmente. Liga a zona de al-Doura ao resto de Bagdá e completa a Ponte 14 de Julho.
- Sahat al-Tahrir (Praça da Libertação), no centro de Bagdá.
- Museu de Bagdá (museu de cera).
- Escola Mustansiriya, uma estrutura abássida do século XIII.
- Parque al-Zawra'a na Área Al-Mansour e quase no centro de Bagdá.
- Praça de Kahramana e dos 40 ladrões.
- Hotel al-Rasheed.
- Monumento al-Jundi Al Majhool (Monumento ao Soldado Desconhecido).
- Monumento al-Shaheed - Monumento aos soldados iraquianos mortos na guerra Irã-Iraque, situado na margem oriental do Tigre.
- Uma grande estrada construída sob o regime de Saddam como rota para os desfiles monumentais, que percorre através das Mãos da Vitória, um par de enormes espadas cruzadas, construídas em homenagem aos soldados que morreram na guerra Irã-Iraque durante o governo de Saddam.
- Jardim Zoológico - foi o maior zoológico no Oriente Médio. No entanto, mo prazo de oito dias após a invasão de 2003, apenas 35 dos 650-700 animais nas instalações do zoológico sobreviveram. Este foi o resultado do furto de alguns animais para a alimentação humana, e da fome dos animais enjaulados que não tinham comida ou água. Sobreviventes incluíam animais de maior porte, como leões, tigres e ursos. Não obstante o caos trazido pela invasão, acabou destruindo grande parte do zoológico. Atualmente, o governo norte-americano mantém ajuda para reestruturar o zoológico, que já foi o maior da região.

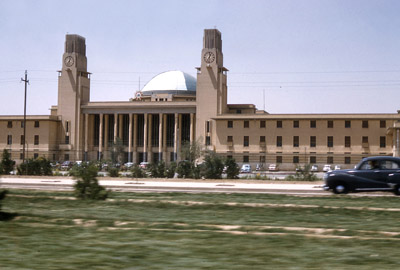
Estação ferroviária de Bagdá, 1959
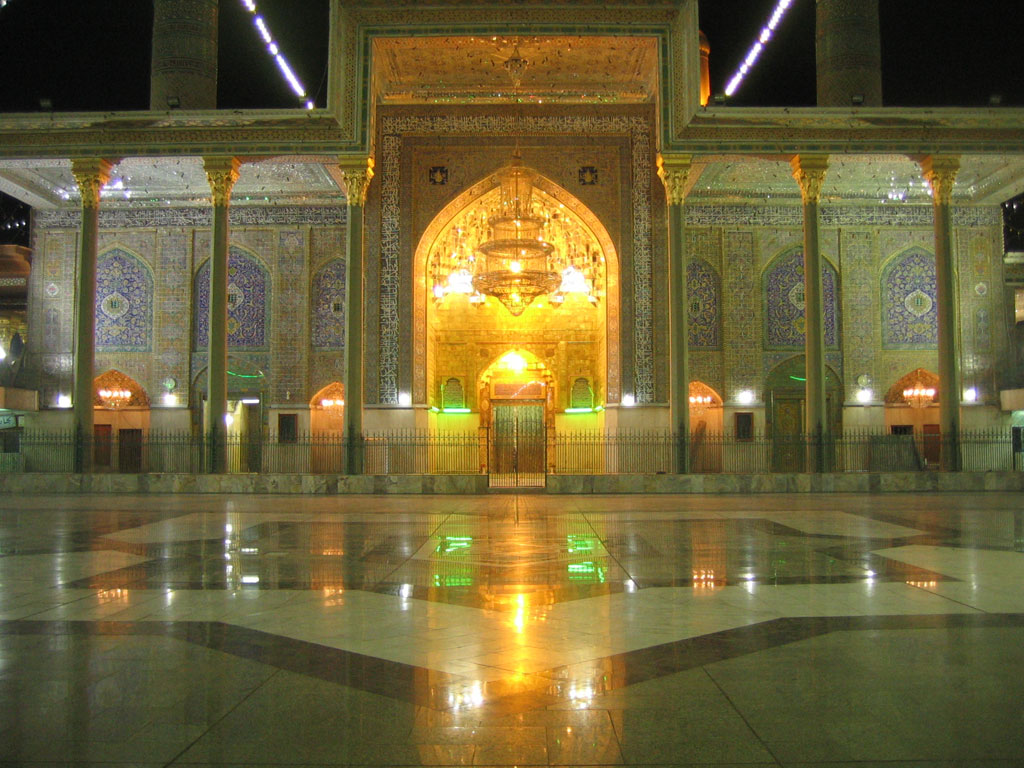
Imam Al-Kadhime santuário de Imam Al-Jawad
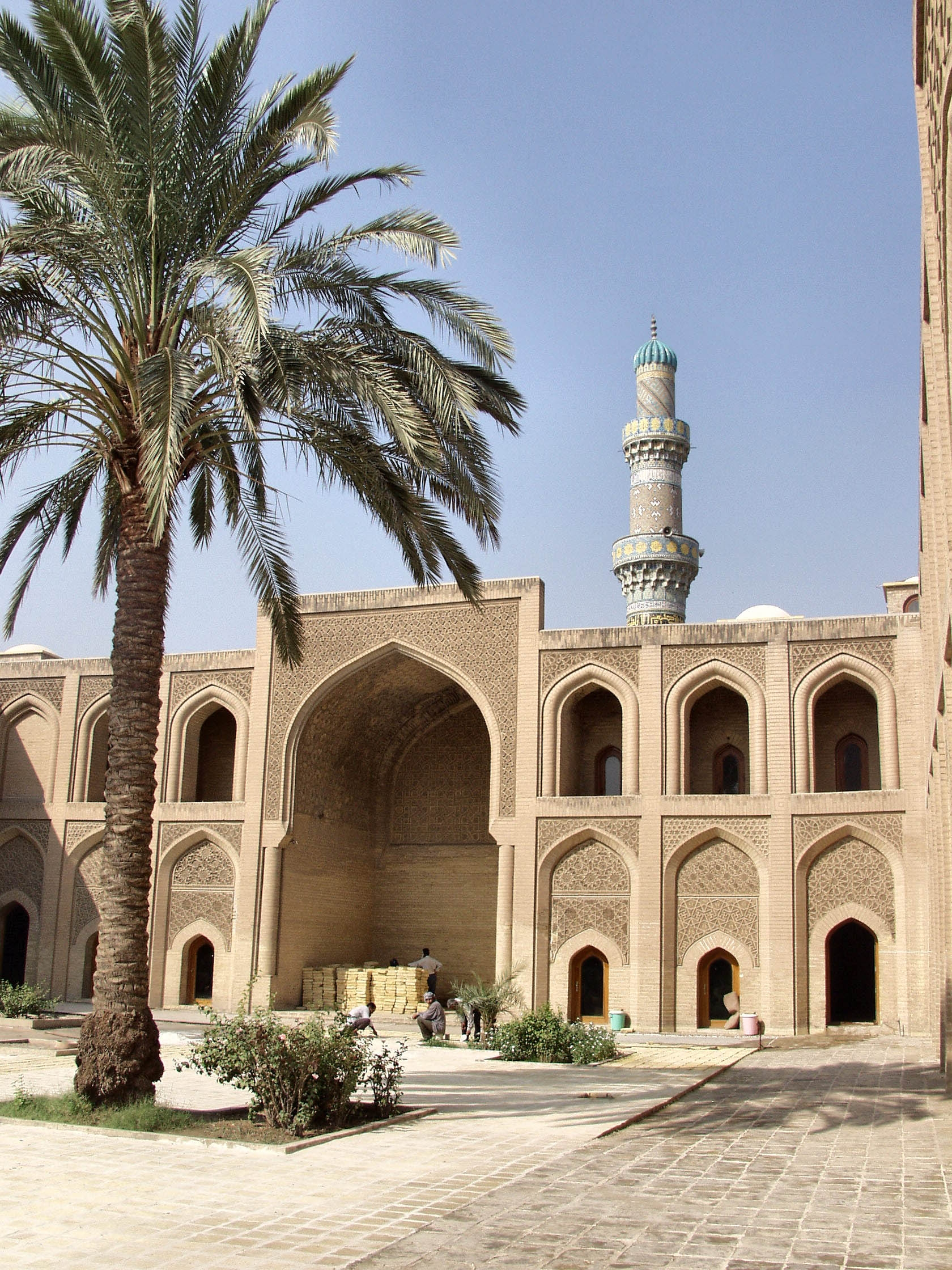
Universidade Mustansiriya
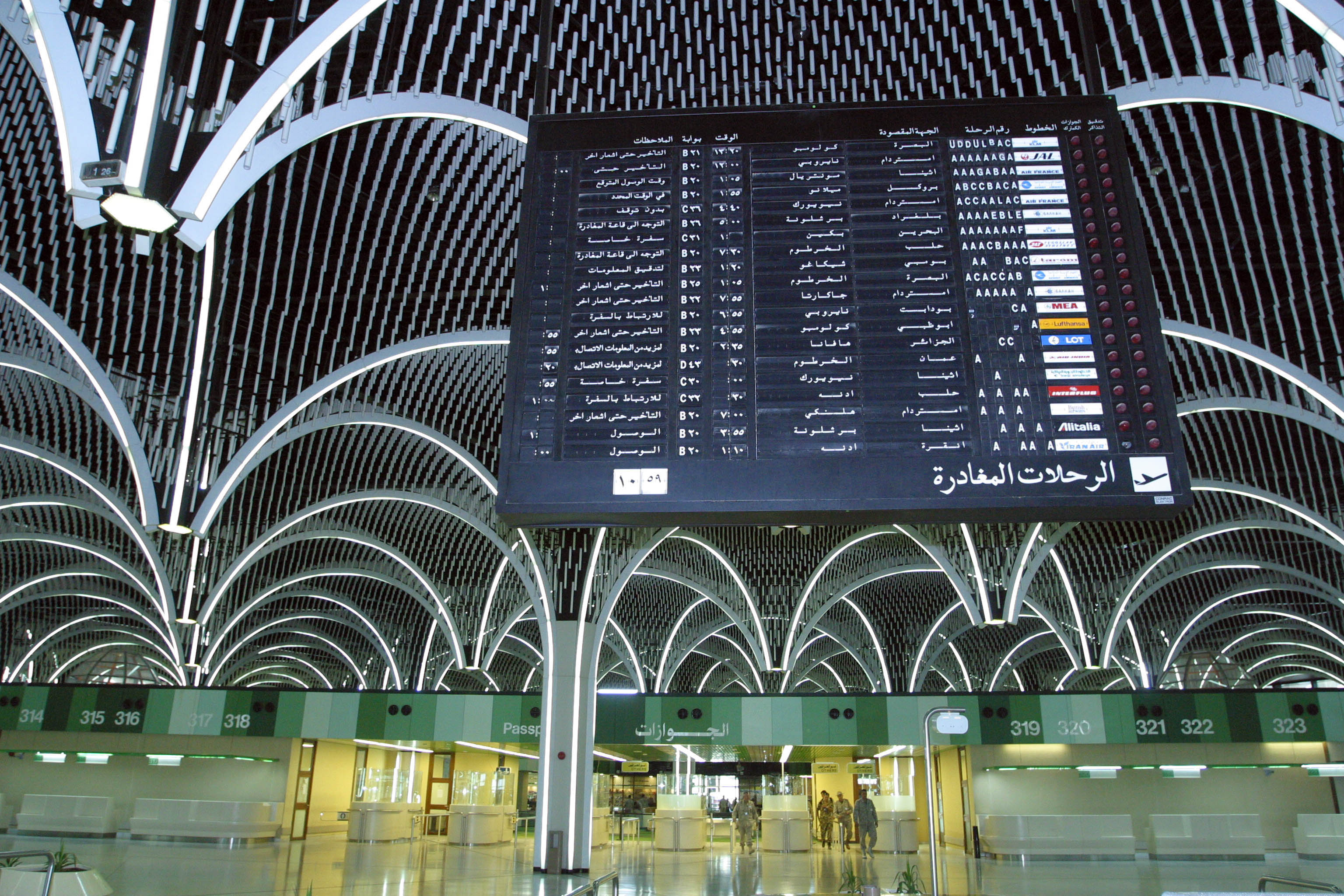
Aeroporto Internacional de Bagdá, ao custo de 900 milhões dólares. Pode manipular até 7,5 milhões de passageiros por ano
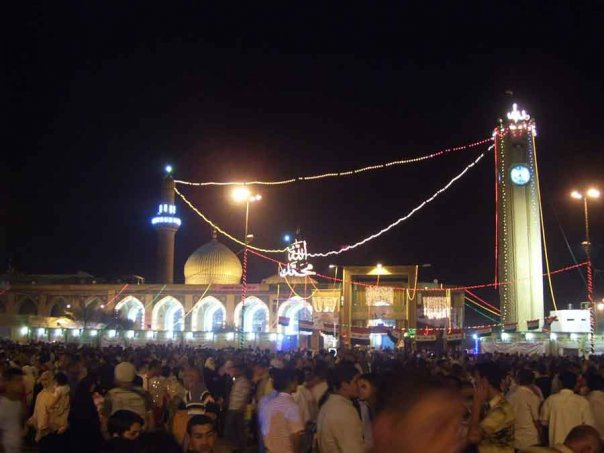
Mesquita de Abu Hanifa, em Adhamiyah (2008)
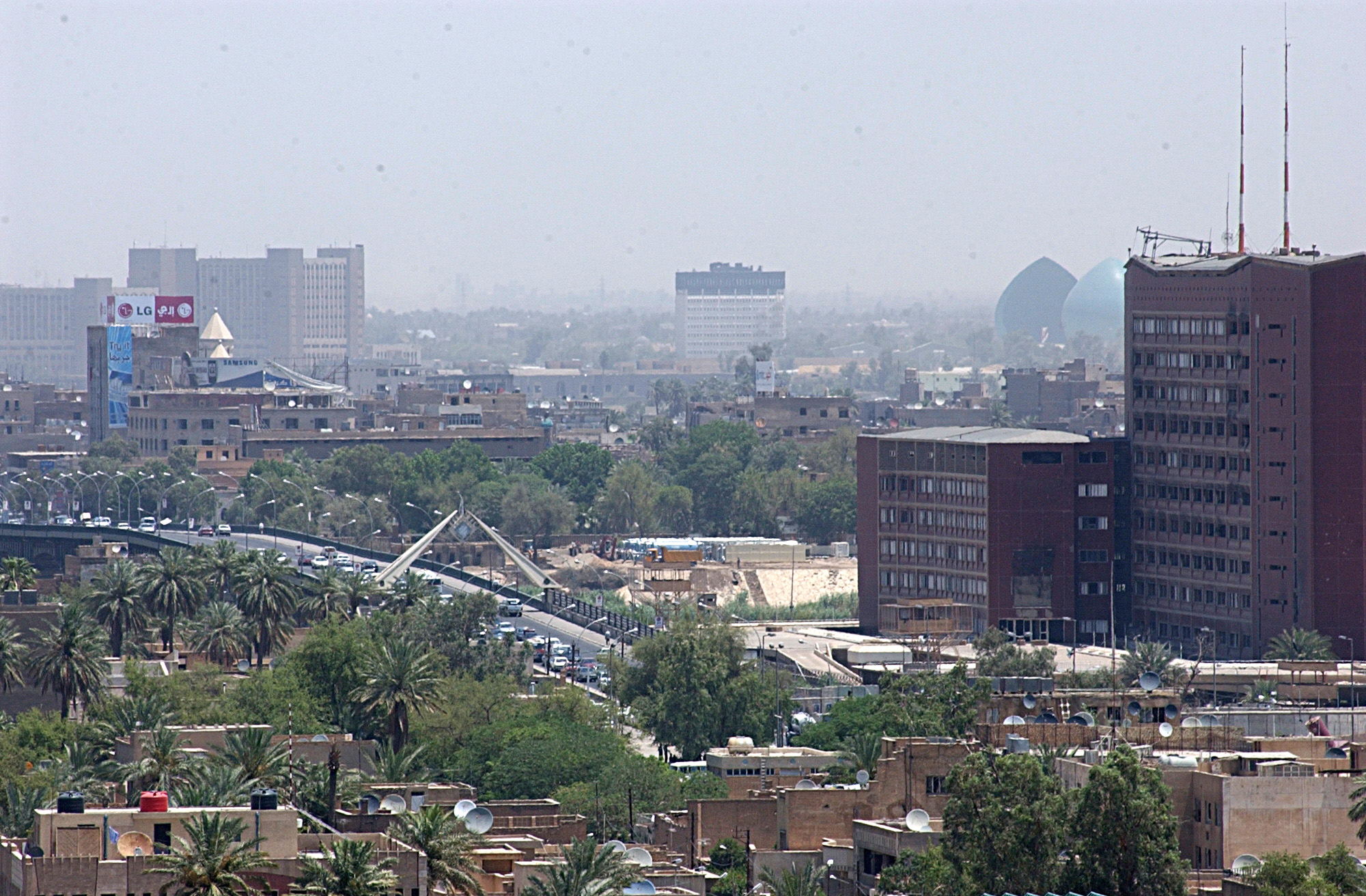
Hotel Infame al-Rasheed, um dos melhores hotéis 5 estrelas de Bagdá
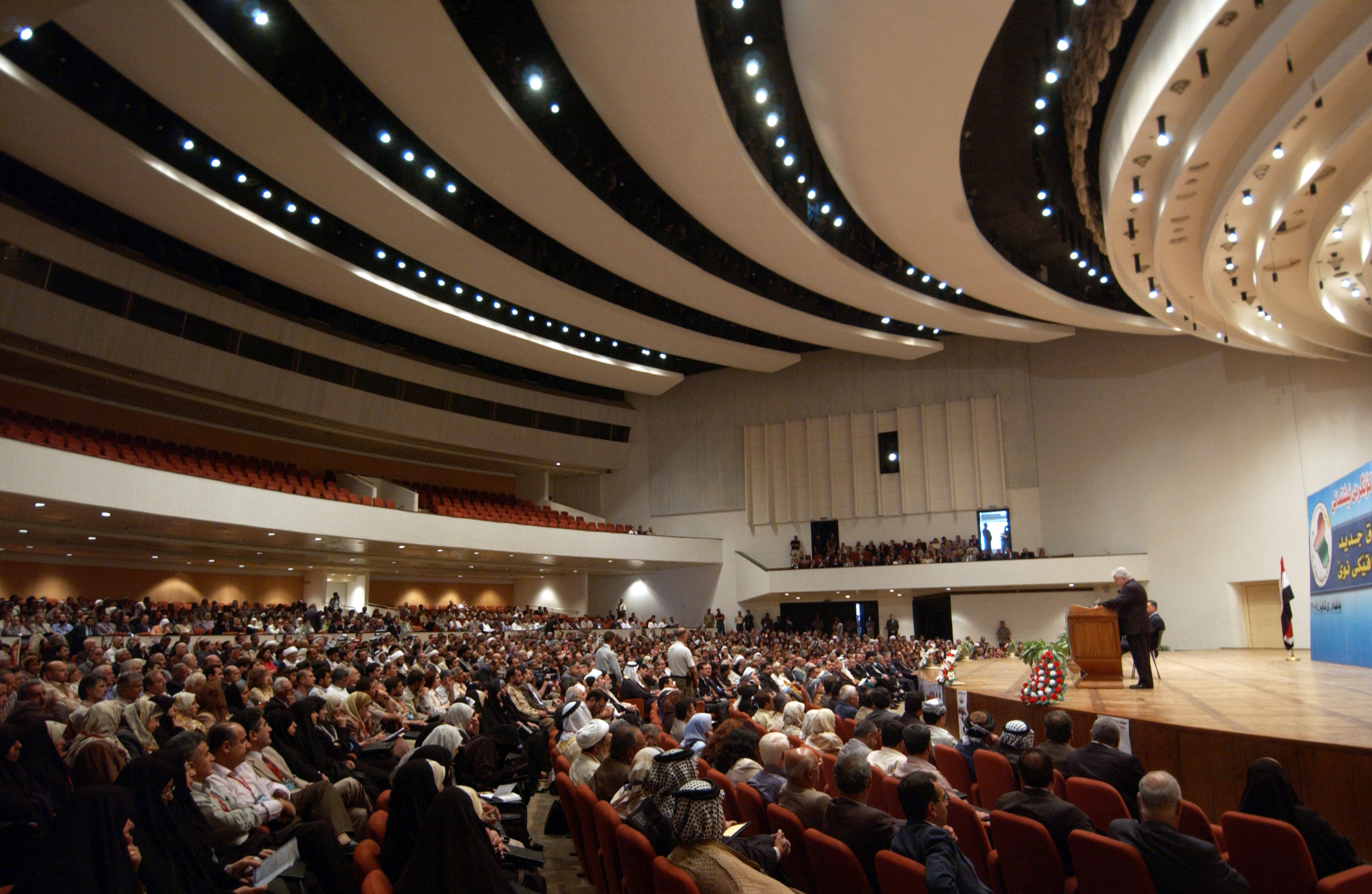
Centro de Convenções de Bagdá

### Cidades irmãs
- Amã, Jordânia
- Baçorá, Iraque
- Beirute, Líbano
- Cairo, Egito
- Denver, Estados Unidos
- Dubai, Emirados Árabes Unidos
- Londres, Reino Unido
- Roma, Itália
- Sana, Iêmen
- Tóquio, Japão
- Washington, Estados Unidos

### Desporto
Bagdá é o lar de algumas das equipes de futebol mais bem sucedidos no Iraque, sendo os maiores clubes o al-Quwa al-Jawiya (clube da Força Aérea), al-Zawra, al-Shurta (Polícia) e al-Talaba (estudantes). O maior estádio de Bagdá, al-Shaab Stadium, foi inaugurado em 1966. Está em construção um outro estádio na cidade, superior ao estádio al-Shaab Stadium.
A cidade também teve uma forte tradição de corridas de cavalos desde a Primeira Guerra Mundial, conhecido simplesmente como "raças". Há relatos de pressões pelos islamistas para romper esta tradição, devido ao jogo associado.

## Religião
A situação das religiões na capital do Iraque após o derrube de Saddam Hussein em março de 2003 é complexa: deu-se o surgimento de novos grupos políticos, o redespertar de movimentos religiosos tradicionais, o regresso dos que viviam no exílio, os líderes religiosos e a influência dos países vizinhos.

### Islão
O aumento das tensões levou a vários ataques terroristas e a conflitos armados entre sunitas e xiitas. A limpeza étnica foi de grande envergadura, embora o grau de violência tenha reduzido em 2007 entre grupos religiosos. Uma das razões apontadas é que apenas existem agora distritos heterogéneos, de modo que há uma planificação prévia dos ataques. Outra razão para a redução da violência, é a presença do exército dos Estados Unidos, que se interpõe entre xiitas e sunitas.
Cerca de 95% da população do Iraque é muçulmana. Em Bagdá há muitas mesquitas, sendo a mais famosa a mesquita de Abu Hanifa. Antes da invasão de 2003, 65% dos muçulmanos era sunita e 35% era xiita.

### Cristianismo

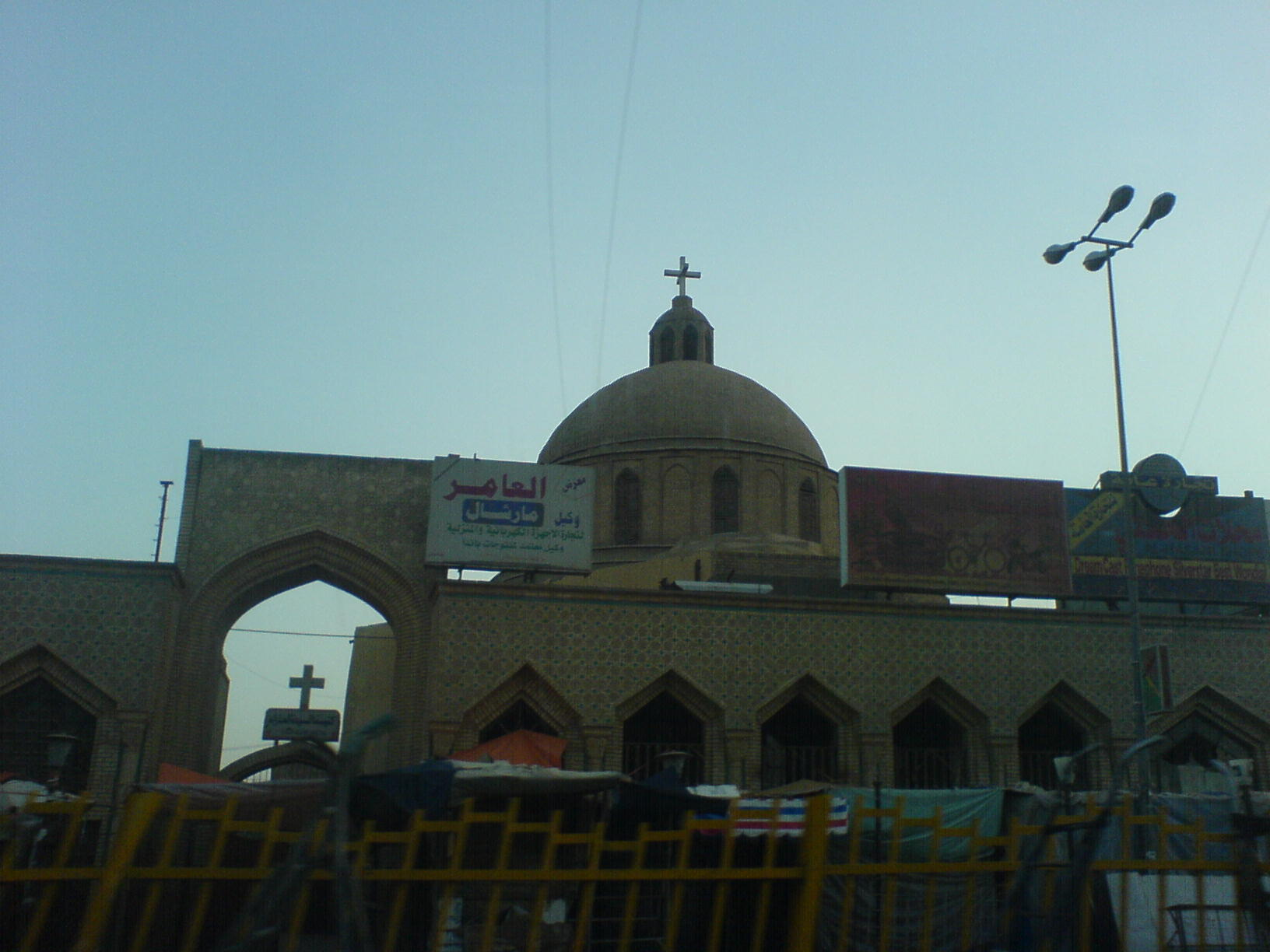
Igreja em Bagdá em julho de 2006

O cristianismo existe no Iraque desde os primeiros tempos e as diversas igrejas cristãs iraquianas têm sólidas raízes. Durante o governo de Saddam Hussein (de partido laico) havia uma ampla liberdade religiosa. O governo chegou a ter ministros cristãos como o ministro católico caldeu Tariq Aziz. Aproximadamente metade dos cristãos do Iraque vive em Bagdá. A sua proporção no total da população até março de 2003 era em torno de 10%, mas diminuiu por causa da crise no Iraque até 2006, situando-se provavelmente em 5%.
Desde o início da guerra, segundo o bispo auxiliar de Bagdá, Andreas Abouna, por volta de 75% da população cristã tinha abandonado a capital, em busca de proteção no norte curdo do Iraque, ou em países vizinhos como a Turquia, Síria ou Jordânia.
O Patriarca da Babilônia, com sede em Bagdá, encabeça a organização religiosa da Igreja Católica Caldeia. A Igreja Católica Romana forma a Arquidiocese de Bagdá.
Bagdá é ainda a sede histórica do Patriarca da Igreja Assíria do Oriente. Os bispos da Igreja Ortodoxa Síria de Antioquia, organizada anteriormente como "Mafrianato do Oriente", também têm a sua sede em Bagdá.

### Judaísmo

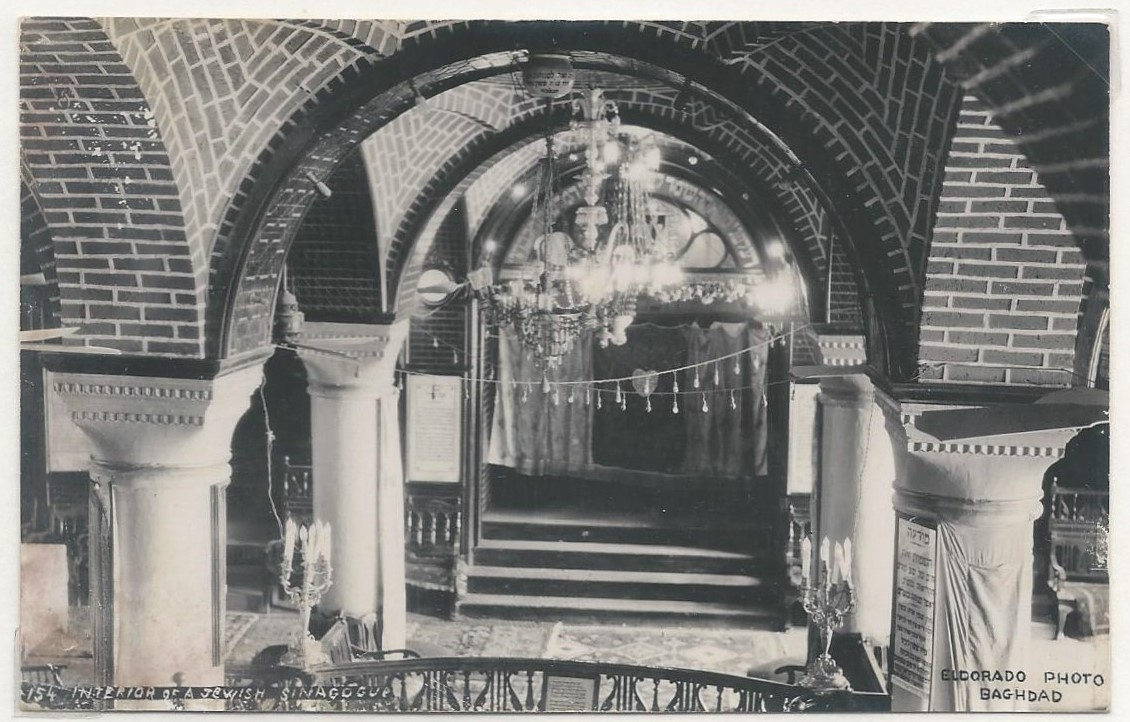
A Grande Sinagoga de Bagdá

A presença de população judaica em Bagdá data dos tempos da antiga cidade de Babilônia, próxima de Bagdá. O rei persa Ciro, o Grande conquistou a cidade e permitiu o regresso dos judeus à sua terra. Porém, muitos decidiam ficar, prosperando aí, e sofrendo também perseguições, até aos tempos do Califado Abássida e do Império Otomano. Depois da independência do Estado de Israel em 1948 e da guerra árabe-israelita desse mesmo ano, repetiram-se os distúrbios contra os judeus. O governo sionista de Israel, disse então que haveria 135 000 judeus no país, 77 000 deles em Bagdá - uma quarta parte da população total.
Israel, sob o governo de David Ben Gurion, tomou uma série de medidas, entre elas uma operação para começar a trasladar a partir de 1952 aproximadamente cerca de 95% dos judeus iraquianos através de uma ponte aérea. Em 25 de julho de 2003, seis dos últimos 34 judeus de Bagdá viajaram de avião para Israel.

## Infraestrutura

### Reconstrução
A maioria dos esforços de reconstrução do Iraque tem sido dedicada à restauração e reparação de infraestrutura urbana danificada. São mais visíveis os esforços de reconstrução efetuados pela iniciativa privada, como o "Plano de Renascença de Bagdá" e o "Centro de Conferências e Complexo Hoteleiro Simbá", do arquiteto e designer urbano Hisham N. Ashkouri. Existem, também, planos para se construir uma roda-gigante parecida com o Olho de Londres. O Conselho de Turismo do Iraque também está buscando investidores para desenvolver uma "ilha romântica" no rio Tigre, que já foi um local popular para a lua de mel de casais iraquianos. O projeto incluirá um hotel de seis estrelas, spa, um campo de golfe de 18 buracos e um clube de campo. Além disso, o sinal verde foi dado para se construírem inúmeros arranha-céus de arquitetura única ao longo do rio Tigre, o que iria desenvolver o centro financeiro da cidade. Em outubro de 2008, o metropolitano de Bagdá voltou a funcionar normalmente, ligando o centro da cidade aos bairros da região sul.